# Norman Wilkinson
Norman Wilkinson (24 novembre 1878 - 31 mai 1971) est un artiste britannique qui a surtout pratiqué la peinture à l’huile, l’aquarelle et la pointe sèche. Il est avant tout un peintre de marine (), mais aussi un illustrateur, un affichiste et un camoufleur, en temps de guerre. Wilkinson a inventé un système de peintures de camouflage appelé « dazzle painting » (littéralement peinture d’éblouissement), destiné à protéger les navires marchands pendant la Première Guerre Mondiale. Commandeur de l'ordre de l'Empire britannique, il est également Membre de l’Institut Royal des Peintres Aquarellistes.

## Biographie
Né à Cambridge, en Angleterre, Wilkinson est passé par la Berkhamsted School, dans le Hertfordshire, puis à  la St. Paul's Cathedral Choir School, à Londres. Sa première éducation artistique s’est faite dans les environs de Portsmouth, en Cournouailles, et à l’Ecole d’Art de Southsea, où il allait plus tard enseigner. Il a aussi été l’élève du peintre de paysage Louis Grier. A l’âge de 21 ans, il est venu à Paris étudier la peinture de figure académique, alors qu’il est déjà intéressé par tout ce qui touche à la mer.

## Carrière d'illustrateur
Sa carrière d’illustrateur commence en 1898, quand un premier travail fut accepté par The Illustrated London News, avec lequel il collabora pendant de nombreuses années, tout comme avec l’Illustrated Mail. Tout au long de sa vie, il a été un affichiste prolifique, dessinant pour les compagnies de chemin de fer de Londres, du Nord-Ouest, du Sud, et pour le  London Midland et les chemins de fer d’Ecosse,. Il doit sa fascination pour la mer à ses multiples voyages en Espagne, en Allemagne, en Italie, à Malte, en Grèce, à Aden, aux Bahamas, aux Etats-Unis, au Canada et au Brésil. Il a aussi concouru dans les compétitions artistiques des Jeux Olympiques de 1928 et de 1948.

## La Première Guerre Mondiale et le camouflage

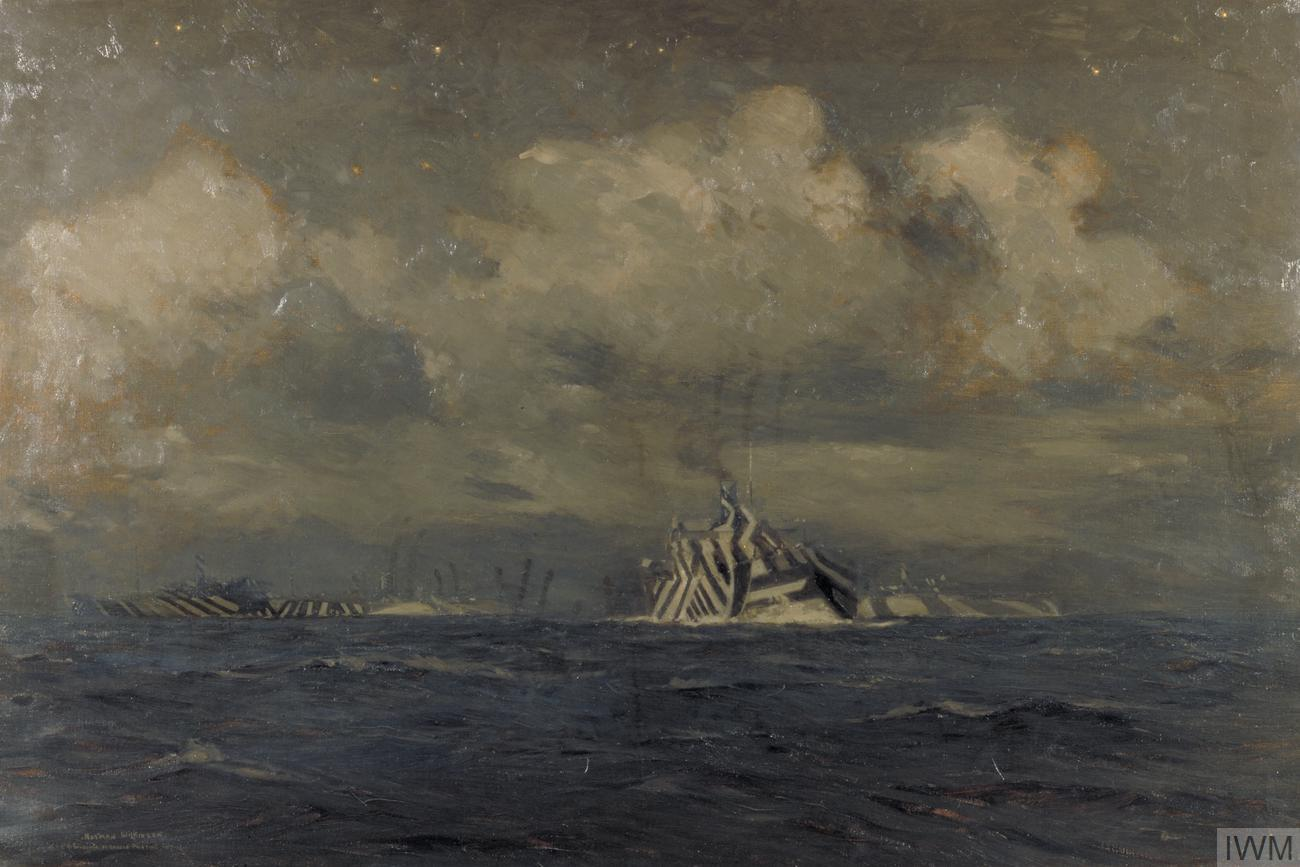
Tableau de Norman Wilkinson représentant un convoi de bateaux revêtus de dazzle painting, son invention (1918)

Pendant la Première Guerre Mondiale, servant dans le corps des Volontaires de Réserve de la Marine Britannique, il est affecté dans des sous-marins patrouillant aux Dardanelles, à Gallipoli et à Gibraltar. Début 1917, il est versé dans une unité chargée d’opérations de déminage depuis la base navale britannique de Devonport. En avril 1917, les sous-marins allemands connurent un succès sans précédent sur les navires britanniques, en en coulant près de huit chaque jour. Dans son autobiographie, Wilkinson s’est remémoré le moment où, dans un éclair de conscience, il est arrivé à ce qu’il pensait être la solution à apporter à la menace sous-marine.
Il concluait que puisqu’il est complètement impossible de dissimuler un navire sur l’océan (ne serait-ce que parce que la fumée de sa cheminée le signale très loin), la meilleure question à se poser serait la suivante : comment rendre un navire plus difficile à viser depuis le périscope d’un sous-marin ? Selon ses propres mots, il décida qu’un navire devait être peint « non pour être faiblement visible, mais de telle façon que ses formes en soient brisées, de sorte que l’officier sous-marinier soit trompé quant à la direction suivie ».4
Après une phase de tests préliminaires, le plan de Wilkinson fut adopté par l’Amirauté Britannique, et on lui fut confia la charge d’une unité de camouflage, hébergée dans des ateliers en sous-sol de l’Académie Royale des Arts. Là, associé à deux douzaines d’artistes et d’étudiants en art (camoufleurs, maquettistes et préparateurs de plans de construction), il conçut des motifs de camouflage, les testa (avec l’aide de connaisseurs de la mer expérimentés), et prépara des plans pour les réaliser en vraie grandeur. Ceux-ci furent  mis en œuvre sur les docks, par d’autres artistes (dont l’artiste Vorticiste Edward Wadsworth) pour qu’ils soient effectivement peints sur des bateaux. Début 1918, Wilkinson fut affecté un mois à Washington, D.C. comme consultant auprès de l’U.S. Navy, pour y créer une unité jumelle (dirigée par Harold Van Buskirk, Everett Warner, et Loyd A. Jones).
Après la guerre eut lieu une controverse sur le véritable inventeur du dazzle painting. Lorsque Wilkinson se présenta comme en étant l’auteur auprès de la  Commission royale de récompense des inventeurs [Royal Commission on Awards to Inventors], il fut contesté par plusieurs personnalités, parmi lesquelles le zoologiste John Graham Kerr, qui avait mis au point un type de camouflage disruptif un peu plus tôt au cours de la guerre. Toutefois, à la fin de la procédure, Wilkinson fut reconnu comme l’inventeur du camouflage d’éblouissement, et reçut une compensation financière.

## Le camouflage et la Seconde Guerre Mondiale
Pendant la Seconde Guerre mondiale, Norman Wilkinson fut à nouveau chargé du camouflage, non plus cette fois, des bateaux (le dazzle painting étant alors tombé en disgrâce) mais pour le Ministère de l’Air Britannique, avec pour première responsabilité la dissimulation des aérodromes. Il fit également de nombreux voyages pour dessiner et enregistrer le travail de la Royal Navy, de la Marine Marchande et du Coastal Command, tout au long de la guerre. Sous le titre The War at Sea (La Guerre en Mer), une exposition présentant 52 peintures issues de cette tournée se tint en septembre 1944 à la National Gallery. Y figurait notamment neuf peintures sur le Débarquement de Normandie, que Wilkinson observa depuis le pont du HMS Jervis, ainsi que des épisodes de la guerre sur mer, comme la destruction du cuirassé Bismarck. L’exposition tourna en Australie et en Nouvelle-Zélande en 1945 et 1946. Le War Artists' Advisory Committee acheta une peinture de Wilkinson, tandis qu’il lui fit don des 51 autres.

## Prix et distinctions
Wilkinson fut élu au sein de l’Institut Royal des Peintres d’Aquarelles (Royal Institute of Painters in Water Colours) (RI) en 1906, et en devint le président de 1936 jusqu’à 1963. Il fut élu peintre de Marine d’Honneur (Honourable Marine Painter) du Royal Yacht Squadron en 1919. Il a été membre de la Royal Society of British Artists, du Royal Institute of Oil Painters, de la Société Royale des Artitses de Marine (Royal Society of Marine Artists) et de la Société Royale Ecossaise des Peintres Aquarellistes (Royal Scottish Society of Painters in Watercolour). Il fut nommé Officier de l’Ordre de l’Empire Britannique (OBE) dans la promotion de la Nouvelle Année 1918, et devint  Commander de l’Ordre (CBE) dans la promotion Anniversaire de 1948(). En janvier 1920, il fut fait chevalier de l’Ordre de la Couronne de Belgique.

## Expositions et collections

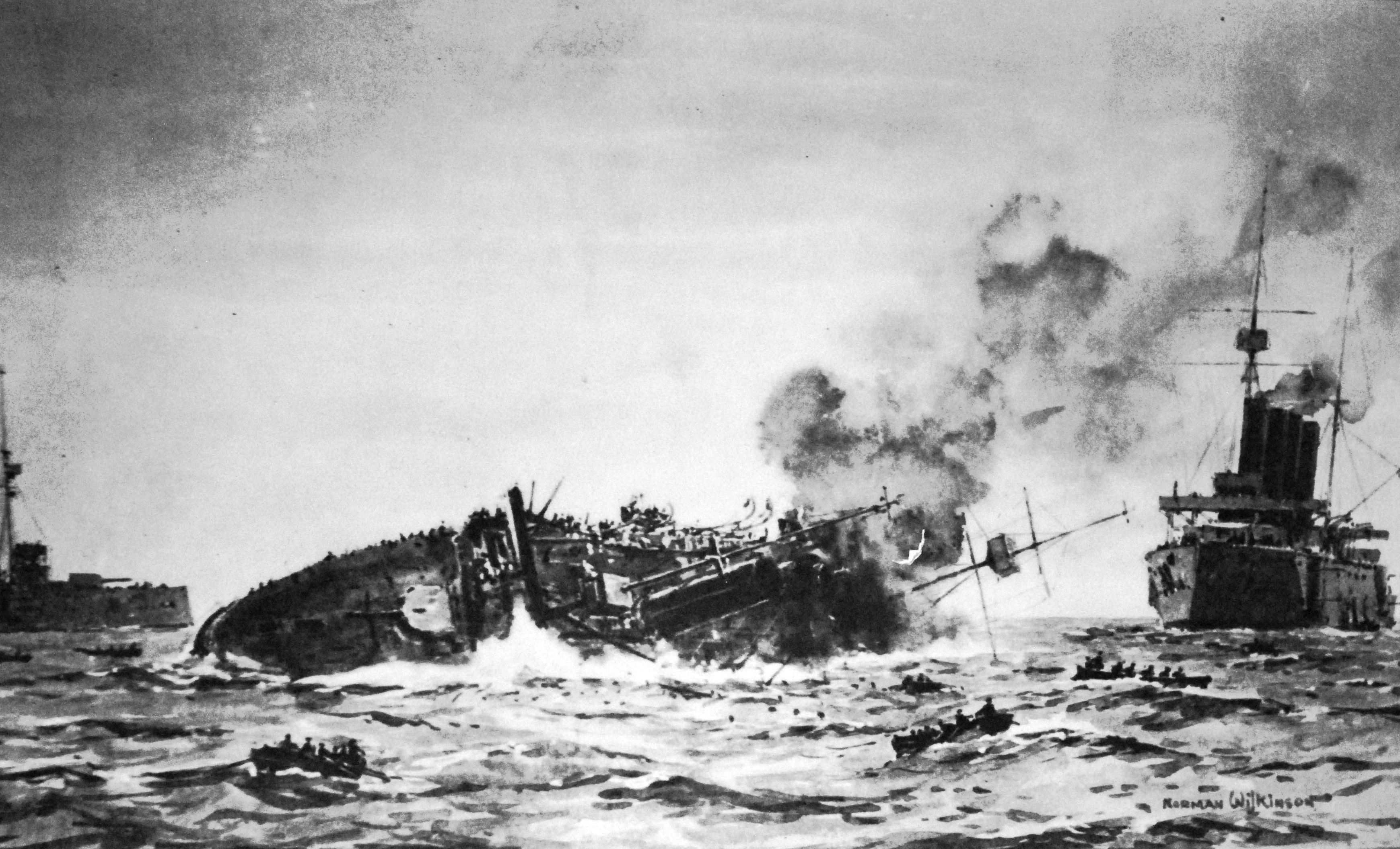
Perte du HMS Aboukir, croiseur cuirassé de classe Cressy de la Royal Navy, qui a été coulé par le sous-marin allemand U-9 le 22 septembre 1914. Œuvre de Norman Wilkinson.

Wilkinson exposa ses œuvres près de 500 fois.[note 1]. Il a lui-même peint plus de 30 modèles réduits de bateaux selon divers schémas, la plupart de 1917, aujourd'hui conservés à L’Imperial War Museum.
Auteur d’un tableau intitulé Le Port de Plymouth pour le fumoir de la première classe du RMS Titanic, cette peinture sombra avec le navire. Il produisit aussi un tableau comparable intitulée A l’Approche du Nouveau Monde, qui trônait à la même place sur le RMS Olympic, paquebot jumeau du Titanic. C’est cette œuvre qu’on voit à bord du Titanic dans le film Atlantique, Latitude 41° [A Night to Remember](1958), à défaut du Port de Plymouth, perdu depuis. La réplique grandeur nature du Port de Plymouth qui apparaît dans le film Titanic de 1997 fut réalisée par le fils de Wilkinson, Rodney, à partir d’un exemplaire miniature trouvé dans les documents de son père.

## Conservation
Où l’on peut voir des œuvres de Norman Wilkinson : The Fine Art Society : 155 œuvres ; The Royal Institute of Painters in Water Colours : 97 œuvres ; Royal Academy of Arts : 55 œuvres ; The Baillie Gallery : 51 œuvres ; The Royal Institute of Oil Painters : 37 œuvres ; Royal Society of British Artists : 25 œuvres ; Leicester Galleries : 16 œuvres ; Walker Art Gallery, Liverpool : 11 œuvres ; The Beaux Arts Gallery : 9 œuvres ; The Glasgow Institute of the Fine Arts : 9 œuvres ; The Royal Birmingham Society of Artists : 3 œuvres ; The Abbey Gallery : 2 œuvres ; The Connell & Sons Gallery : 2 œuvres ;  The Grosvenor Gallery : 1 œuvre ; The New Gallery : 1 œuvre.